# Korensko sedlo

Kórensko sedlo (nemško Wurzenpass), 1073 mnm je cestni prelaz v zahodnih Karavankah, ki povezuje Slovenijo z Avstrijo, in je hkrati naravna zveza med Zgornjesavsko dolino in spodnjo Ziljsko dolino. Prelaz je 3 km oddaljen od Podkorena, leži na prostrani ravnici obkroženi s smrekovimi gozdovi, ki jo domačini imenujejo Poljana, vendar je brez širšega razgleda. Zahodno od prelaza leži na tromeji med Italijo, Slovenijo in Avstrijo 1510 m visoka Peč, vzhodno pa Jerebikovec (1617 m).
Na prelaz se na slovenski strani cesta vzpne iz Podkorena v nekaj zavojih, na avstrijski strani pa je bolj strma, saj ima ponekod nagib do 18%, zato je promet za tovornjake in osebne avtomobile s priklopniki, primernejši skozi predora Karavanke ali Ljubelj.

## Mejni prehod
Mejni prehod Korensko sedlo (Wurzenpass) je bil mednarodni mejni prehod med Slovenijo in Avstrijo od leta 1991, v preteklosti pa med Jugoslavijo in Avstrijo. Stal je na regionalni cesti R1/201 vse do vstopa Slovenije v schengenski prostor, ko je bil v skladu z 22. čl. Uredbo ES št. 562/2006 Evropskega parlamenta in Sveta z dne 15. marec 2006, v noči iz 20.12.2007 na 21.12.2007 opuščen.
Nosilna konstrukcija nadstrešnice je bila kovinska, pod njo je bila ena kontrolna kabina in dva otoka, štirje vozni pasovi, stavba v kateri je bila Policija in Carina ter parkirišča.